# Erixestus
Erixestus is een geslacht van vliesvleugeligen uit de familie Pteromalidae. De wetenschappelijke naam van dit geslacht is voor het eerst geldig gepubliceerd in 1910 door Crawford.

## Soorten
Het geslacht Erixestus omvat de volgende soorten:
- Erixestus pachyneuron Grissell & De Santis, 1987
- Erixestus winnemana Crawford, 1910
- Erixestus zygogrammae Cave & Grissell, 1994